# 12099 Meigooni
12099 Meigooni è un asteroide della fascia principale. Scoperto nel 1998, presenta un'orbita caratterizzata da un semiasse maggiore pari a 2,3394370 au e da un'eccentricità di 0,0550067, inclinata di 5,74409° rispetto all'eclittica.
L'asteroide è dedicato allo studente statunitense David Nima Meigooni.